# Schiffnerula spectabilis
Schiffnerula spectabilis är en svampart som först beskrevs av Narcisse Theophile Patouillard, och fick sitt nu gällande namn av Franz Petrak 1950. Schiffnerula spectabilis ingår i släktet Schiffnerula och familjen Englerulaceae.   Inga underarter finns listade i Catalogue of Life.